# Jagodnje
Jagodnje is een plaats in de gemeente Udbina in de Kroatische provincie Lika-Senj. De plaats telt 37 inwoners (2001).